# Outcesticide: In Memory of Kurt Cobain
Outcesticide: In Memory of Kurt Cobain è un bootleg di canzoni inedite e di cover del gruppo grunge americano Nirvana. Fu pubblicato dalla casa discografica Blue Moon Records nel 1994.

## Tracce
1. If You Must - 3:46
2. Downer - 1:36
3. Floyd The Barber - 2:05
4. Paper Cuts - 3:50
5. Spank Thru - 3:17
6. Beeswax - 2:32
7. Pen Cap Chew - 2:47
8. Blandest - 3:39
9. Polly - 2:20
10. Misery Loves Company - 2:20
11. Sappy - 2:22
12. Do You Love Me - 3:27 (Cover dei Kiss)
13. Been A Son - 2:21
14. Junkyard - 3:26
15. Opinion - 1:39
16. D-7 - 2:31
17. Imodium - 3:03
18. Pay To Play - 3:21
19. Sappy - 3:24
20. Here She Comes Now - 4:40 (Cover dei Velvet Underground)
21. Where Did You Sleep Last Night - 4:58 (Cover di Leadbelly)
22. Return of the Rat - 2:59 (Cover dei Wipers)
23. Talk to Me - 3:21